# Деваяни
Деваяни (санскр. देवयानी) — персонаж индуистской литературы. Она описана как дочь Шукры, ачарьи (наставника) асуров и его жены Джаянти, дочери Индры. Она выходит замуж за царя Яяти и рождает от него двух сыновей — Яду и Турвасу.

## Легенда

### Любовь к Каче
Дэвы посылают Качу, сына Брихаспати, в ашрам (духовную обитель) Шукры, чтобы узнать о мантре мритасандживани видья, позволяющей воскрешать мёртвых. Шукра принимает Качу в ученики, и тот начинает тысячелетнюю службу. Деваяни увлечена юношей, и они становятся неразлучной парой. Асуры, однако, с подозрением относятся к намерениям Качи, догадавшись, что он хотел узнать секрет мантры воскрешения. Они убивают его, когда он находится глубоко в лесу. По настоятельным просьбам своей дочери Шукра возвращает Качу к жизни. Однако асуры скармливают Качу волкам, растерев его тело до состояния пасты и смешав с морской водой. Шукра вновь его оживляет. При третьей попытке убийства асуры сжигают тело Качи, смешивают его пепел с вином, которое предлагают выпить Шукре. Когда Шукра замечает, что уже спускаются сумерки, а его ученик всё ещё не прибыл, он при помощи своих сверхъестественных способностей определяет, что Кача находится у него в животе. Он сталкивается с дилеммой: если он оживит Качу, то погибнет сам, в противном случае Кача так и останется мёртвым. Шукра находит решение и обучает Качу мантре Мритасандживани, и когда ученик вырывается из живота Шукры, убивая его, Кача оживляет своего ачарью повторением выученной мантры. Его цель достигнута, но он остаётся при Шукре, пока его обучение не будет завершено.
Когда обучение заканчивается, Кача прощается с Деваяни и её отцом, отправляясь, обратно, в далёкую Девалоку. Деваяни следует за ним и просит его жениться на ней. Но её возлюбленный объясняет, что это невозможно: поскольку он вышел из чрева Шукры, то, по словам ачарьи, с тех пор считается сыном последнего, а значит, Деваяни становится его сестрой. Разъярённая отказом, Деваяни проклинает его, лишив возможности вспомнить и применить воскрешающую мантру. Кача, в свою очередь, тоже проклинает её: ни один из сыновей мудрецов не женится на ней. После этого они разошлись и больше никогда не встречались.

### Жена Яяти
Когда Шукра служит советником царя дайтьев Вришапарвана, Деваяни становится подругой Шармиштхи, принцессы, дочери царя дайтьев. Однажды они вдвоем идут купаться в лесном ручье в сопровождении свиты служанок, оставив свою одежду на берегу ручья. Пока они купаются, Индра проявляется как ветер, сдувающий их одежды с берега. В спешке, в погоне за уносимой вихрем одеждой Деваяни и Шармиштха перепутали сари. Между подругами завязывается ссора, и они обмениваются оскорблениями в адрес отцов. В пылу ссоры Шармиштха и ее служанки бросают Деваяни в колодец, оставив её там умирать. Деваяни спасает Яяти, царь из династии Чандравамша, который охотился в лесу. Он спрашивает о её личности и возвращается в своё царство.
Деваяни отправляет Гурнику, свою служанку, к отцу, сообщая о своей ссоре с Шармиштхой и прочих ужасных обстоятельствах. Шукра, воспылав яростью на отца Шармиштхи Вришапарвана, поселяется в лесу со своей дочерью. Когда царь дайтьев лично умоляет ачарью о прощении, Шукра требует, чтобы в качестве извинений тысяча слуг вместе с Шармиштхой стали служить Деваяни. Опасаясь гнева мудреца, царь уступает и отправляет свою дочь и тысячу женщин служить Деваяни в лес.
Через некоторое время Деваяни возвращается в тот же лес вместе с Шармиштхой и другими своими слугами. Яяти приходит на место охоты, и они снова встречаются. Царь и дочь брахмана влюбляются друг в друга, и Яяти просит руки Деваяни у Шукры. Шукра с готовностью выражает согласие, но предупреждает Яяти, что ему не следует вступать в брачные отношения с Шармиштхой. Яяти женится на Деваяни и хорошо заботится о ней в своем дворце.
Деваяни рождает от Яяти сыновей Яду и Турвасу. Позднее супруг тайно вступает в связь с Шармиштхой, и та производит на свет троих сыновей: Друхью, Анудрухью и Пуру. Когда Деваяни узнает о неверности мужа, она оставляет его и возвращается к отцу. Шукра проклинает своего зятя, наслав на него преждевременную старость. Однако, услышав мольбы Яяти, он соглашается изменить проклятие, разрешив тому обменять свою старость на молодость любого из сыновей при условии согласия молодого человека. Яяти совершает такой обмен со своим пятым — младшим — сыном Пуру (остальные отпрыски отказались уступить отцу свою молодость). После тысячи лет наслаждения чувственной юностью со своими двумя женами Яяти получает обратно проклятие от своего сына и удаляется в лес с Деваяни и Шармиштхой.

## Внешние ссылки
- Деваяни и Яяти. Архивировано {{{2}}}.   В пересказе PR Рамачандера